# Canton d'Ydes
Le canton d'Ydes est une circonscription électorale française du département du Cantal créée par le décret du 13 février 2014 et entrée en vigueur lors des élections départementales de 2015.

## Histoire
Un nouveau découpage territorial du Cantal entre en vigueur en mars 2015, défini par le décret du 13 février 2014, en application des lois du 17 mai 2013 (loi organique 2013-402 et loi 2013-403). Les conseillers départementaux sont, à compter de ces élections, élus au scrutin majoritaire binominal mixte. Les électeurs de chaque canton élisent au Conseil départemental, nouvelle appellation du Conseil général, deux membres de sexe différent, qui se présentent en binôme de candidats. Les conseillers départementaux sont élus pour 6 ans au scrutin binominal majoritaire à deux tours, l'accès au second tour nécessitant 12,5 % des inscrits au 1er tour. En outre la totalité des conseillers départementaux est renouvelée. Ce nouveau mode de scrutin nécessite un redécoupage des cantons dont le nombre est divisé par deux avec arrondi à l'unité impaire supérieure si ce nombre n'est pas entier impair, assorti de conditions de seuils minimaux. Dans le Cantal, le nombre de cantons passe ainsi de 27 à 15.

## Composition
Le nouveau canton d'Ydes comprend dix-neuf communes entières :
| Nom                           | Code Insee | Intercommunalité      | Superficie (km2) | Population (dernière pop. légale) | Densité (hab./km2) | Modifier                                    |
| ----------------------------- | ---------- | --------------------- | ---------------- | --------------------------------- | ------------------ | ------------------------------------------- |
| Ydes (bureau centralisateur)  | 15265      | CC Sumène Artense     | 17,36            | 1 633 (2022)                      | 94                 | modifier les données · modifier les données |
| Antignac                      | 15008      | CC Sumène Artense     | 16,02            | 282 (2022)                        | 18                 | modifier les données · modifier les données |
| Arches                        | 15010      | CC du Pays de Mauriac | 16,15            | 203 (2022)                        | 13                 | modifier les données · modifier les données |
| Bassignac                     | 15019      | CC Sumène Artense     | 11,95            | 222 (2022)                        | 19                 | modifier les données · modifier les données |
| Beaulieu                      | 15020      | CC Sumène Artense     | 7,64             | 84 (2022)                         | 11                 | modifier les données · modifier les données |
| Champagnac                    | 15037      | CC Sumène Artense     | 28,01            | 1 023 (2022)                      | 37                 | modifier les données · modifier les données |
| Champs-sur-Tarentaine-Marchal | 15038      | CC Sumène Artense     | 60,32            | 1 028 (2022)                      | 17                 | modifier les données · modifier les données |
| Jaleyrac                      | 15079      | CC du Pays de Mauriac | 16,86            | 360 (2022)                        | 21                 | modifier les données · modifier les données |
| Lanobre                       | 15092      | CC Sumène Artense     | 40,99            | 1 350 (2022)                      | 33                 | modifier les données · modifier les données |
| Madic                         | 15111      | CC Sumène Artense     | 6,63             | 204 (2022)                        | 31                 | modifier les données · modifier les données |
| La Monselie                   | 15128      | CC Sumène Artense     | 9,49             | 119 (2022)                        | 13                 | modifier les données · modifier les données |
| Le Monteil                    | 15131      | CC Sumène Artense     | 23,47            | 269 (2022)                        | 11                 | modifier les données · modifier les données |
| Saignes                       | 15169      | CC Sumène Artense     | 6,81             | 821 (2022)                        | 121                | modifier les données · modifier les données |
| Saint-Pierre                  | 15206      | CC Sumène Artense     | 14,27            | 146 (2022)                        | 10                 | modifier les données · modifier les données |
| Sauvat                        | 15223      | CC Sumène Artense     | 14,48            | 217 (2022)                        | 15                 | modifier les données · modifier les données |
| Sourniac                      | 15230      | CC du Pays de Mauriac | 11,72            | 196 (2022)                        | 17                 | modifier les données · modifier les données |
| Trémouille                    | 15240      | CC Sumène Artense     | 29,09            | 169 (2022)                        | 5,8                | modifier les données · modifier les données |
| Vebret                        | 15250      | CC Sumène Artense     | 24,43            | 514 (2022)                        | 21                 | modifier les données · modifier les données |
| Veyrières                     | 15254      | CC Sumène Artense     | 13,67            | 120 (2022)                        | 8,8                | modifier les données · modifier les données |
| Canton d'Ydes                 | 1515       |                       | 369,36           | 8 960 (2022)                      | 24                 | modifier les données                        |

## Représentation

### Liste des conseillers départementaux
| Période élective | Période élective | Mandat | Mandat   | Identité          | Nuance | Nuance | Qualité |
| ---------------- | ---------------- | ------ | -------- | ----------------- | ------ | ------ | --- |
| 2015             | 2021             | 2015   | 2021     | Daniel Chevaleyre |        | MR     | Agriculteur Maire de Champs-sur-Tarentaine-Marchal, ancien conseiller général du Canton de Champs-sur-Tarentaine-Marchal |
| 2015             | 2021             | 2015   | 2021     | Mireille Leymonie |        | DVC    | Première adjointe au Maire de Madic                                                                                      |
| 2021             | 2028             | 2021   | en cours | Alain Delage      |        | DVC    | Entrepreneur de pompes funèbres Maire d'Ydes                                                                             |
| 2021             | 2028             | 2021   | en cours | Mireille Leymonie |        | DVC    | 1re Maire-adjointe de Madic, suppléante du sénateur Union centriste Bernard Delcros                                      |

### Résultats détaillés

#### Élections de mars 2015
À l'issue du premier tour des élections départementales de 2015, trois binômes sont en ballottage : Daniel Chevaleyre et Mireille Leymonie (Divers, 41,4 %), Stéphane Briant et Huguette Gatiniol (DVD, 33,16 %) et Alain Delage et Cécile Pipereau (DVD, 25,44 %). Le taux de participation est de 53,71 % (4 339 votants sur 8 079 inscrits) contre 55,81 % au niveau départementalet 50,17 % au niveau national.
Au second tour, Daniel Chevaleyre et Mireille Leymonie (Divers) sont élus avec 54,72 % des suffrages exprimés et un taux de participation de 53,97 % (2 226 voix pour 4 361 votants et 8 081 inscrits).
Daniel Chevaleyre, membre du MR, est membre du groupe d'opposition "Rassemblement démocratique".
Mireille Leymonie, SE, est membre du groupe d'opposition "rassemblement et ouverture".

#### Élections de juin 2021
Le premier tour des élections départementales de 2021 est marqué par un très faible taux de participation (33,26 % au niveau national). Dans le canton d'Ydes, ce taux de participation est de 38,61 % (3 010 votants sur 7 796 inscrits) contre 41,88 % au niveau départemental. À l'issue de ce premier tour, deux binômes sont en ballottage : Alain Delage et Mireille Leymonie (DVC, 59,93 %) et Éric Moulier et Joëlle Noel (Divers, 40,07 %).
Le second tour des élections est marqué une nouvelle fois par une abstention massive équivalente au premier tour. Les taux de participation sont de 34,3 % au niveau national, 42,74 % dans le département et 40,83 % dans le canton d'Ydes. Alain Delage et Mireille Leymonie (DVC) sont élus avec 59,66 % des suffrages exprimés (1 775 voix pour 3 183 votants et 7 796 inscrits),,. 

## Démographie
En 2022, le canton comptait 8 960 habitants, en évolution de −2,93 % par rapport à 2016 (Cantal : −1,08 %, France hors Mayotte : +2,11 %).
| 2013  | 2018  | 2022  |
| ----- | ----- | ----- |
| 9 258 | 9 145 | 8 960 |